# CNN Italia
CNN Italia fue un sitio web de noticias italiano de la cadena estadounidense CNN en colaboración con la editorial Gruppo Editoriale L'Espresso, y después con el periódico financiero Il Sole 24 Ore. Fue lanzado el 15 de noviembre de 1999 y cerrado el 12 de septiembre de 2003.
Era la primera joint venture de Turner Broadcasting System en Italia y tenía sede en Roma y en el CNN Center de Atlanta. La información se publicaba en idioma italiano, y contenía noticias de Italia, Estados Unidos y del mundo, como así también otros contenidos (finanzas, salud, deportes, entretenimiento, tecnología, etcétera).
En el año 2011, CNN se asoció con la agencia de noticias italiana TM News, dirigido por Claudio Sonzogno, para el intercambio de material periodístico.